# Wilhelm Külz

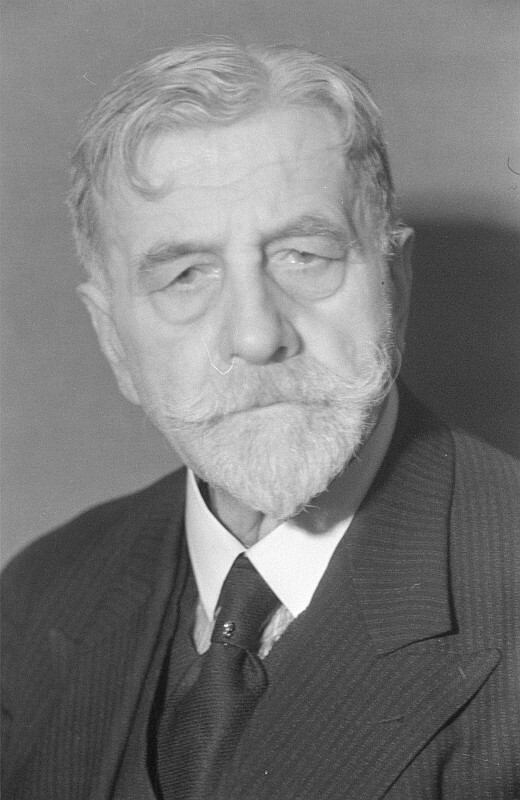
Külz en 1946

Wilhelm Külz (Borna, 18 de febrero de 1875 - Berlín, 10 de abril de 1948) fue un político liberal alemán.

## Biografía
De 1894 a 1897 estudió derecho en la Universidad de Leipzig. Desde 1904 hasta 1912 fue alcalde de Bückeburg y miembro del Landtag de Schaumburg-Lippe.
Külz fue comisionado especial del África del Sudoeste Alemana (actual Namibia) de 1907 a 1908. Después de su regreso a Alemania fue alcalde de Zittau de 1912 a 1923. En noviembre de 1918, Külz se unió al liberal Partido Democrático Alemán (DDP). En 1919 fue diputado de la Asamblea Nacional de Weimar. De 1920 a 1932 fue diputado del DDP en el Reichstag. De 1926 a 1927 fue ministro del Interior. De 1930 a 1933 fue alcalde de Dresde.
Fue encarcelado varias veces por su oposición al régimen nazi. En 1945, Külz fue uno de los fundadores del Partido Liberal Democrático de Alemania (LDPD) en la zona de ocupación soviética. El 20 de noviembre de 1945 asumió como presidente del LDPD. De 1947 a 1948 fue copresidente del Comité Permanente del Congreso Popular Alemán (parlamento provisional de la zona de ocupación soviética, precursor de la Volkskammer).
Falleció en Berlín el 10 de abril de 1948, aparentemente a raíz de un ataque cardiaco.